# Jazza (youtuber)
Josiah Alan Brooks (1989. április 20. –), Jazza néven ismert ausztrál youtuber, művész, animátor és műsorvezető, aki leginkább művészeti oktatóprogramjairól, kihívásairól és animációiról ismert. Csatornájának 2021 novemberében több mint 1 milliárdos nézettsége és 5,7 millió feliratkozója volt.

## Élete és pályafutása
Brooks hat gyermek közül ötödikként született. Az ausztráliai Victoria államban nőtt fel. 12 éves korában kezdett el érdeklődni a művészetek és a rajzolás iránt, és elkezdett rajzolni. Hotmail fiókjának felhasználóneveként és beceneveként a Jazza-t használta. A középiskola alatt kezdett el rajzolni és animálni Microsoft PowerPoint és Adobe Flash programokban. Elmondása szerint alig várta az ebédidőt, vagy hogy az iskolai könyvtárban lehessen, ahol rajzolhatott és megteremthette saját valóságát.
2006-ban, 17 éves korában kezdték el weboldalak szponzorálni az animációit, majd a középiskola elvégzése után animációk és online videojátékok készítésével kezdett foglalkozni. A Newgroundshoz 2003-ban csatlakozott, és 2006-ban küldte be első játékát. A játékokat Adobe Flash segítségével fejlesztette.
2011-ben, az "iPhone-korszak" környékén látta, hogy a Flash-animációk hanyatlásnak indultak. Megnézte régi YouTube-csatornáját, és észrevette, hogy a művészeti oktatóvideói vonzották a legtöbb nézőt. 2012-ben létrehozott egy új csatornát, amelyet Draw with Jazza névre keresztelt. Azt mondta: "Az emberek a neten keresik a rajzoláshoz szükséges oktatóanyagokat. [...] Akárhányszor megnéztem, semmi jót nem találtam... hangos zene és hangalámondás volt bennük, vagy lassúak és unalmasak voltak". Az emberi anatómia rajzolásáról szóló oktatóanyagokkal kezdte. A videókat egy egyszerű webkamerával és mikrofonnal vette fel, és minimális szerkesztéssel készültek. Videói nézettek lettek, és szabadúszó animációs vállalkozásához is vonzották az embereket.
A Draw with Jazza videói hetente kerülnek feltöltésre. A témák főként rajzoktatásból állnak, de karaktertervezés, gyorsfestés és művészeti versenyek is szerepelnek köztük. Különféle "művészeti kihívásokat" mutat be. A művészeti projektvideók mellé komikus kommentárokat fűz. Emellett művészeti szoftvereket és felszereléseket is véleményez. Másodlagos csatornája, a Daily Jazza napi vlogokat tartalmaz, amelyekben a közösségével beszélget az életében bekövetkezett fontosabb eseményekről, vagy betekintést enged a projektjei kulisszái mögé. További csatornái közé tartozik a 2015-ben indított It's Tabletop Time, ahol szerepjátékokat játszik barátaival; a JazzaStudios, ahol animációs rövidfilmeket ad ki; a JosiahBrooksMusic, saját zenei videóinak.
Művészi stílusát rajzfilmszerűnek írja le, de próbálkozott már képregényekkel is. Legnagyobb hatással Christopher Hart volt rá, aki számos rajzolásról szóló könyv szerzője. Ő és Hart később együttműködtek Hart YouTube-csatornájának menedzselésében. További hatásai közé tartozik Adam Phillips, Bernard Derriman, James Farr, James Lee és Johnny Utah internetes animátorok.
YouTube-csatornája 2014-ben elérte a 100 000 feliratkozót. Ekkor tudott áttérni arra, hogy üzletként kezelje és teljes munkaidőben foglalkozzon vele. Szponzori támogatást kapott a Newgrounds vezérigazgatójától. 2015-ben a Google és a Screen Australia 100 000 ausztrál dollárral támogatta Brooksot a Skip Ahead kezdeményezési programjuk keretében. Más youtuberekhez csatlakozva Los Angelesben a YouTube Space-ben dolgozott, és elkészítette a The Tale Teller című rövidfilmsorozatot, amely egy háromrészes minidokumentumfilm volt, és "egy öregembert követ, aki egy városba érkezik, és nincs semmije, csak a történetek, amelyeket egész életében gyűjtött, és amelyeket szeretne továbbadni, mielőtt meghal". 2015-ben a Forbes munkatársa, Don Groves arról számolt be, hogy a Draw with Jazza csatornának 25 milliós nézettsége volt, 60%-ban az Egyesült Államokban, 20%-ban pedig Európában. 2016-ban a Forbes munkatársa, Rob Salkowitz szerint a Draw with Jazza 573 videóval, több mint 45 millió megtekintéssel és 658 000 feliratkozóval rendelkezett. 2017 novemberében a Mashable arról számolt be, hogy a csatorna kétmillió feliratkozóval rendelkezett, 45 százalékuk az Egyesült Államokból, 12 százalékuk az Egyesült Királyságból, 10 százalékuk Ausztráliából, és némi mennyiség nem angol nyelvű országokból és helyszínekről, például Németországból, Hollandiából és Dél-Amerikából.
2016-ban részt vett az Adobe Systems "Flexibilis animáció készítése" című Twitch streamjében. Kiadta a Draw With Jazza - Creating Characters: Fun and Easy Guide to Drawing Cartoons and Comics című könyvet. Volt egy rövidfilmsorozata is Cartoon It Up címmel, amelyet az ABC Me televízió közvetített, és elérhetővé tett a videónéző alkalmazásában. 2018-ban ő tervezte a Google Australia számára az áprilisi bolondok napi "Googz" logót.
Brooks rendszeresen részt vesz conokon, többek között a PAX-on, a VidCon Australia-n és a Comic-Conon. Elmondása szerint munkái egy részét ki is szervezi, hogy más művészek is meg tudjanak élni abból, amit ő csinál.
2019-ben YouTube-felhasználónevét Jazza-ra változtatta, hogy jobban illeszkedjen a változatosabb tartalmakhoz, amelyeket közzé kíván tenni.

## Magánélete
Brooks Utolsó Napi Szentek-családban nőtt fel, de 21 éves korában kilépett az egyházból, mivel már nem értett egyet a nézeteivel. Egyik testvére, Shad M. Brooks YouTuber és író, aki a Shadiversity nevű csatornát vezeti,  amely középkori és fantasy tárgyakra összpontosít. Rajzol is, és Jazzával közösen készített néhány szerepjátékos anyagot. Brooks házas, és két gyermeke van: egy 2015-ben született fia és egy 2018-ban született lánya.

## Könyvei
- Draw With Jazza – Creating Characters: Fun and Easy Guide to Drawing Cartoons and Comics (Impact Books, 2016) ISBN 978-1440344947

## Egyéb munkái
- Cartoon It Up – 2016 -os rövidfilmsorozat az ABC Me televízióban és az ABC iview alkalmazásban.[21][22]
- Jazza's Arty Games – telefonos és számítógépes applikáció[37]
- Stand out and make money on YouTube! – online kurzus a Skillshare-en[38]
- How to Talk and Present to Camera like a Pro! – online kurzus a Skillshare-en[38]
- Jazza's Coloring eBook! – digital színezőkönyv (2017)[39][40]

## Fordítás
- Ez a szócikk részben vagy egészben  a   Jazza (YouTuber) című angol Wikipédia-szócikk fordításán alapul.  Az eredeti cikk szerkesztőit annak laptörténete sorolja fel. Ez a jelzés csupán a megfogalmazás eredetét és a szerzői jogokat jelzi, nem szolgál a cikkben szereplő információk forrásmegjelöléseként.